# Toque (orfebrería)
El toque es un procedimiento visual, cualitativo y no destructivo de análisis metalúrgico, destinado específicamente a la determinación de la ley que pueda tener una pieza de oro o de plata sometida a ensayo. Consiste en la comparación visual de las marcas hechas sobre una base adecuada por el frotamiento tanto de la pieza en cuestión como de otras previamente calibradas; la ley de la primera será aproximadamente igual a la del calibre cuya traza resulte más semejante a la suya propia.

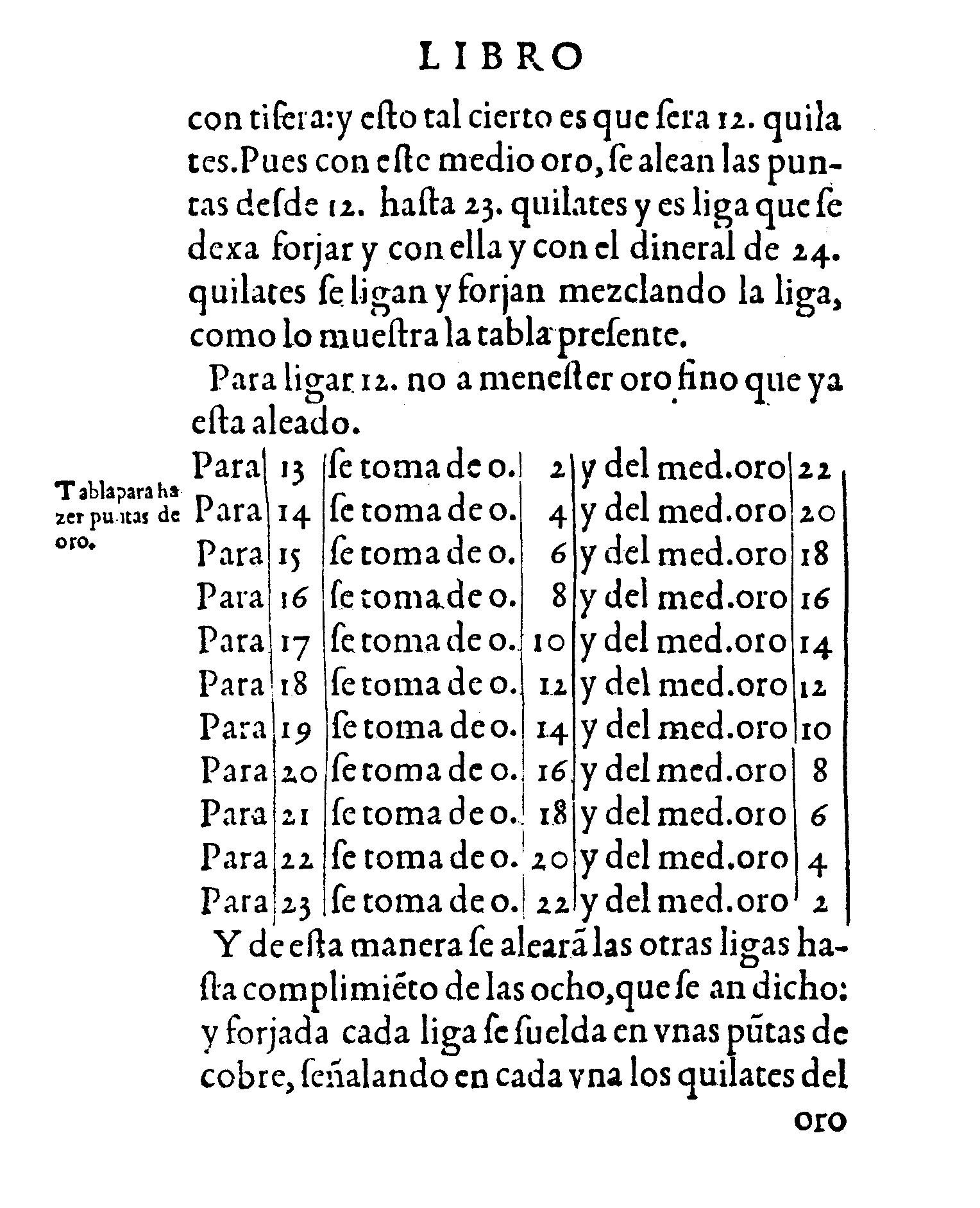
J. Arfe, Quilatador de la plata, oro y piedras, p. 36.

## Historia
El método se conocía ya en los tiempos de la Grecia clásica (pues Teofrasto lo menciona en De lapidibus), pero puede que sea muy anterior. Siguió siendo utilizado regularmente por mineros, orfebres, plateros y cambistas a lo largo de la historia, por lo menos hasta la consolidación de los procedimientos químicos de análisis, ya bien avanzado el siglo XIX. Los primeros manuales metalúrgicos publicados en Europa en el siglo XVI (Probierbüchlein (1524); De re metallica (1556), de Agricola; Quilatador de la plata, oro y piedras (1572), de Arfe) lo describieron con detalle. Y la orientación cuantitativa que se iba imponiendo por aquella época hizo que se prestase especial atención a la elaboración de las puntas calibradas, de las que depende por completo la finura del método y su grado de precisión, convirtiéndolo de hecho en un procedimiento analítico semi-cuantitativo. La popularidad que alcanzó (al servir entre otras cosas para diferenciar las monedas verdaderas de las falsas, cuando las piezas eran de oro y de plata) queda suficientemente reflejada en la expresión piedra de toque, perteneciente desde hace mucho tiempo al acervo popular en todas las lenguas y con la que se alude a algo que permite dejar claro el valor real de alguna cosa de cuya apariencia se duda.

## Descripción
Por metonimia se llamaba toque a la superficie sobre la que se frotaba. Es lo que hace Arfe, quien la caracteriza sucintamente como piedra negra. Probablemente sería un trozo de carbón mineral, de pizarra, de hematita o de ágata, pues no abundan los minerales completamente negros en estado natural; se menciona también en algunas fuentes a la piedra de Lydia o lydita (basanita), un tipo raro de jaspe, que es negruzco. Que Arfe sea tan impreciso en este punto, cuando era buen conocedor de la mineralogía, como su propia obra demuestra, indica que la sustancia de la piedra no es especialmente importante, sino solo su color negro, que es el que sí concreta. Esta preferencia por la negrura deriva de que, siendo la traza dejada por los metales de tono claro, se apreciarán mejor sus matices al aumentar el contraste con el fondo sobre el que se haga. Esta piedra sería tanto más adecuada cuanto más dura, ligeramente abrasiva, pero de grano fino, y compacta fuera, para facilitar la realización de las marcas sin interferir con los resultados.

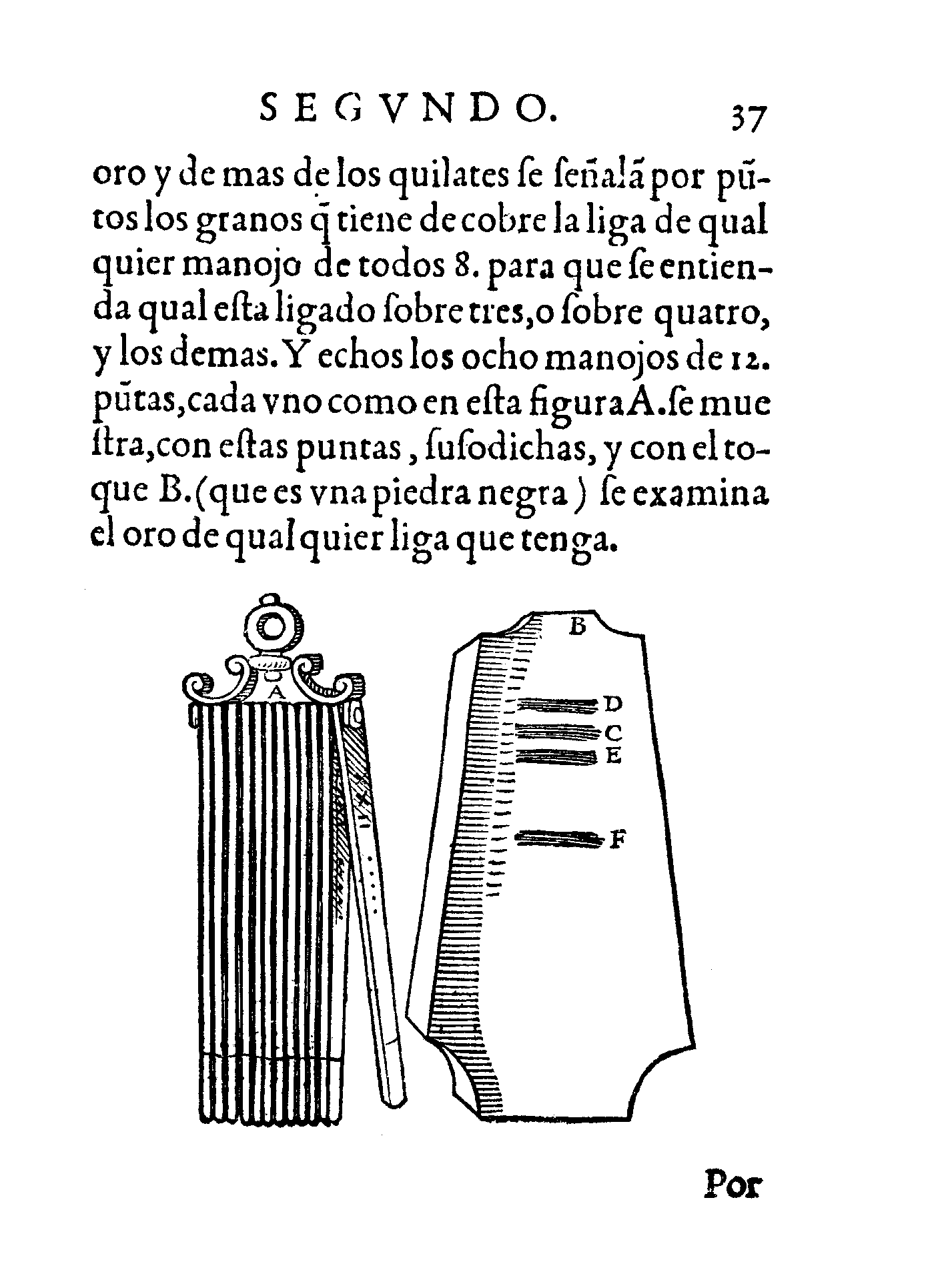
J. Arfe, Quilatador de la plata, oro y piedras, p. 37.

Juan Arfe describe el detalle del procedimiento. Tras exponer minuciosamente la manera de fabricar la serie de calibres (nada menos que 96 piezas para cubrir todas las posibilidades de las aleaciones habituales en el caso del oro), dice (con ligeros retoques ortográficos para mayor legibilidad):

Y hechos los ocho manojos de 12 puntas, cada uno como en esta figura A se muestra, con estas puntas, susodichas, y con el toque B (que es una piedra negra) se examina el oro de cualquier liga que tenga. Por que tomando el oro que quieren tocar y estregándolo en el toque, a la parte C quedando teñido del color que tiene el oro, se mira si es encobrado o franco y se toma una punta que sea la más vecina a aquel color y con ella se toca un poco más abajo otra señal a la E. Y si estuviere del mismo color será de la misma ley y liga. Y si no, se pone encima otra a la D. Y si ninguna viene, se torna a teñir otra vez más abajo a la F y junto con las puntas se va tocando hasta que se encuentra con alguna en el color, y entonces será de aquella ley de la punta, poco más o menos. (Quilatador, Libro segundo, capítulo viii: De cómo se hacen las puntas para tocar el oro, p. 37.)

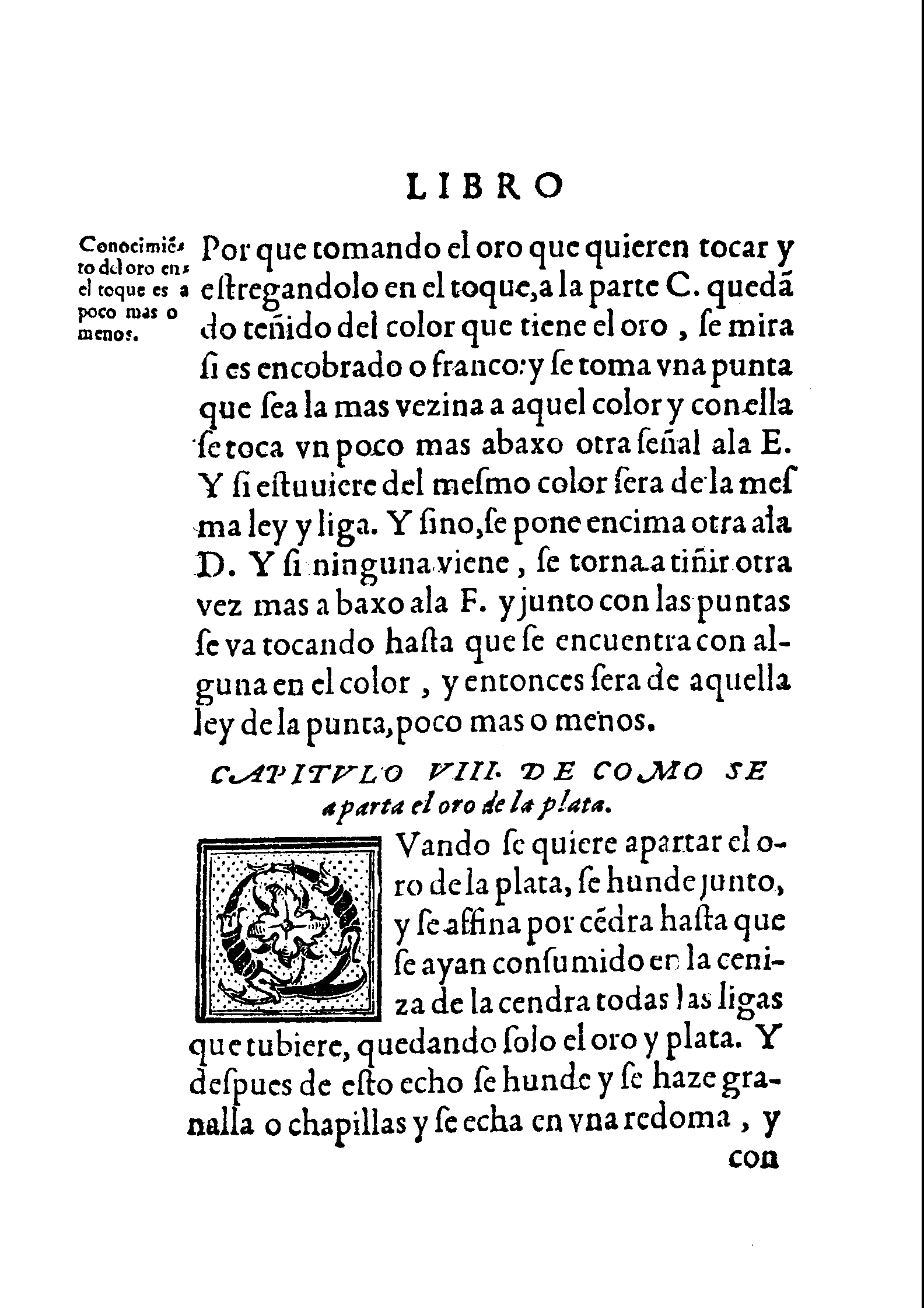
J. Arfe, Quilatador de la plata, oro y piedras, p. 38.

El autor insiste en la contigüidad que debe haber entre la mancha bajo ensayo y las de los calibres, única forma de asegurar los resultados más fiables y reproducibles, por lo que no caben más que dos señales de estas por cada señal de prueba, una por encima y otra por debajo; si así no se consigue una coincidencia satisfactoria, será preciso hacer una nueva mancha con la prueba, disponiéndola suficientemente espaciada para que quepa otra de comparación por encima de ella y así sucesivamente.
En el caso de la plata se procede de igual modo, pero solo con once puntas, porque "es tan poco el valor en la plata que no vuo para que apurarlo tanto, sino dejarlo al juicio del artífice." (Quilatador, Libro primero, capítulo viii: De la prueba ordinaria de la plata, p. 18.)
La forma más moderna de este método analítico se presenta como un conjunto que se vende ya preparado en un estuche y en el que los calibres son minas de lápiz, añadiéndose reactivos ácidos graduados, que disuelven las aleaciones normalizadas de determinada ley, mientras que no alteran las de ley superior.
La esencia del procedimiento sigue teniendo aplicación mineralógica hasta hoy, como método fácilmente practicable tanto para caracterizar la dureza de los minerales (escala de Mohs, determinada por la rayadura de una pieza por otra) como para identificarlos (método de la raya).